# Стёжинское лесничество
Стёжинское лесничество, и, пишется также как Стежинское лесничество — посёлок в Сосновском районе Тамбовской области России. Входит в состав Подлесного сельсовета.
ОКАТО: 68234864004. ОКТМО: 68634464116

## География
Стёжинское лесничество расположен в пределах Окско-Донской равнине, в лесном массиве примерно в 1,4 км от восточной окраины села Стёжки.
Уличная сеть не развита.
Климат
Находится, как и весь район, в умеренном климатическом поясе, и входит в состав континентальной климатической области Восточно-Европейской Равнины.

## История
До 2017 года входил в состав Стёжинского сельсовета.
Законом Тамбовской области от 26 июля 2017 года № 128-З, 7 августа 2017 года были преобразованы, путём их объединения, Подлесный и Стёжинский сельсоветы — в Подлесный сельсовет с административным центром в селе Подлесное.

## Население
| 2010 |
| ---- |
| 8    |

## Инфраструктура
Лесное хозяйство.

## Транспорт
Просёлочная дорога от села Стёжки.